# Condylactis
Genre
Condylactis est un genre d'anémones de mer de la famille des Actiniidae.

## Liste des espèces
Selon World Register of Marine Species (12 octobre 2015) :
- Condylactis aurantiaca (Delle Chiaje, 1825) — Méditerranée
- Condylactis gigantea (Weinland, 1860) — Caraïbes
- Condylactis kerguelensis (Studer, 1879) — îles Kerguelen
- Condylactis parvicornis Kwietniewski, 1898 — Océan Indien septentrional

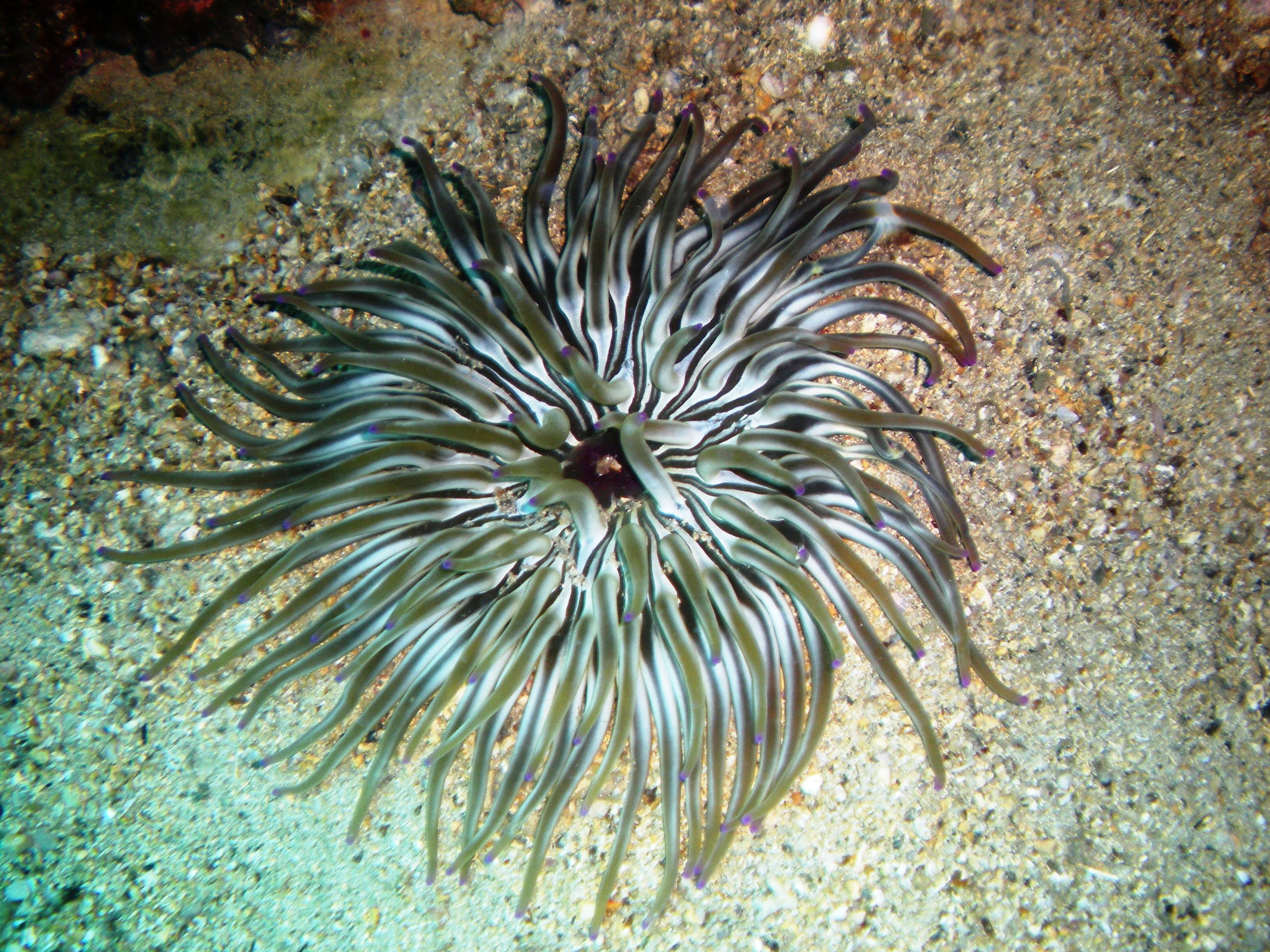
Condylactis aurantiaca
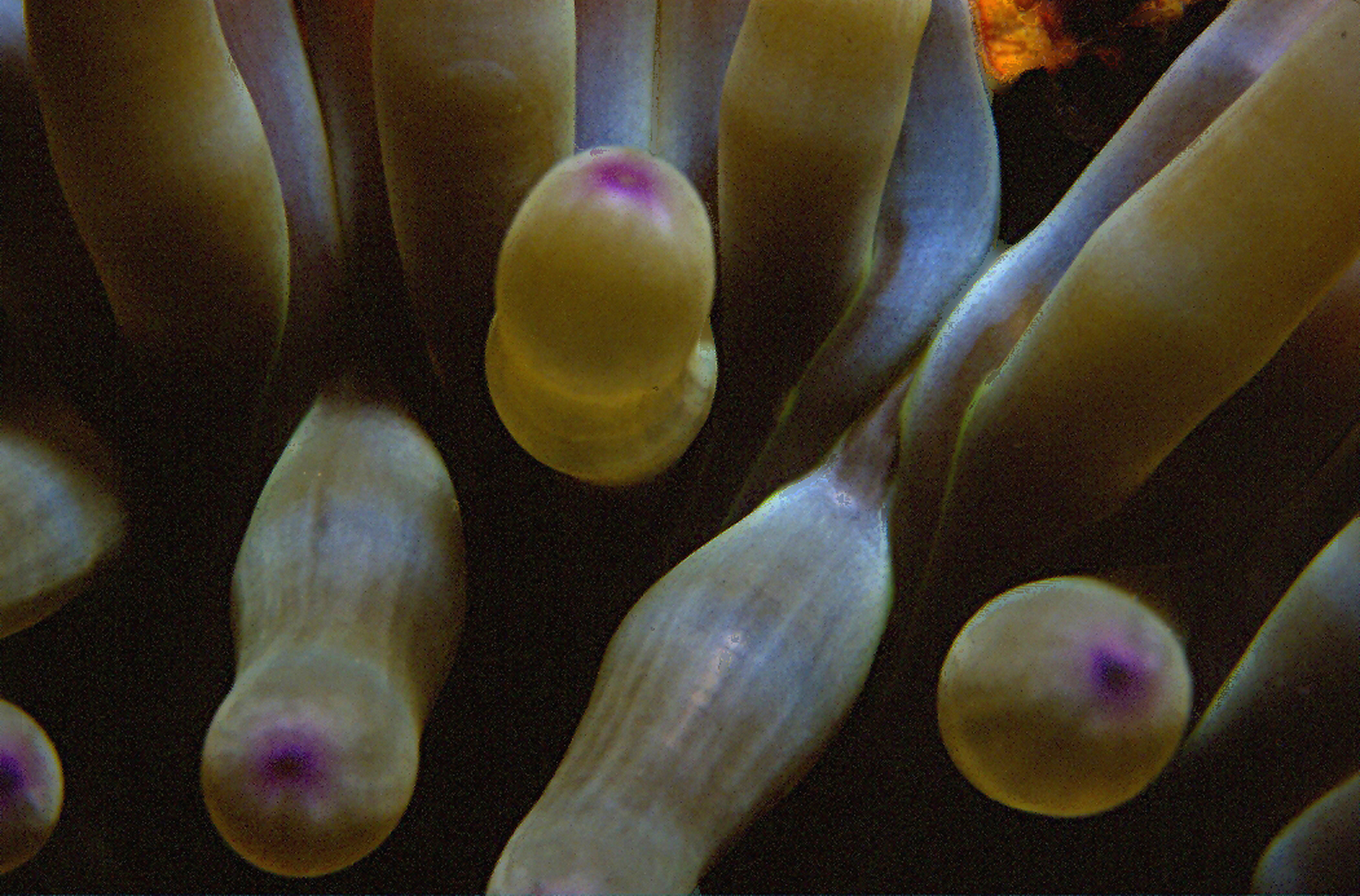
Condylactis aurantiaca (gros plan)
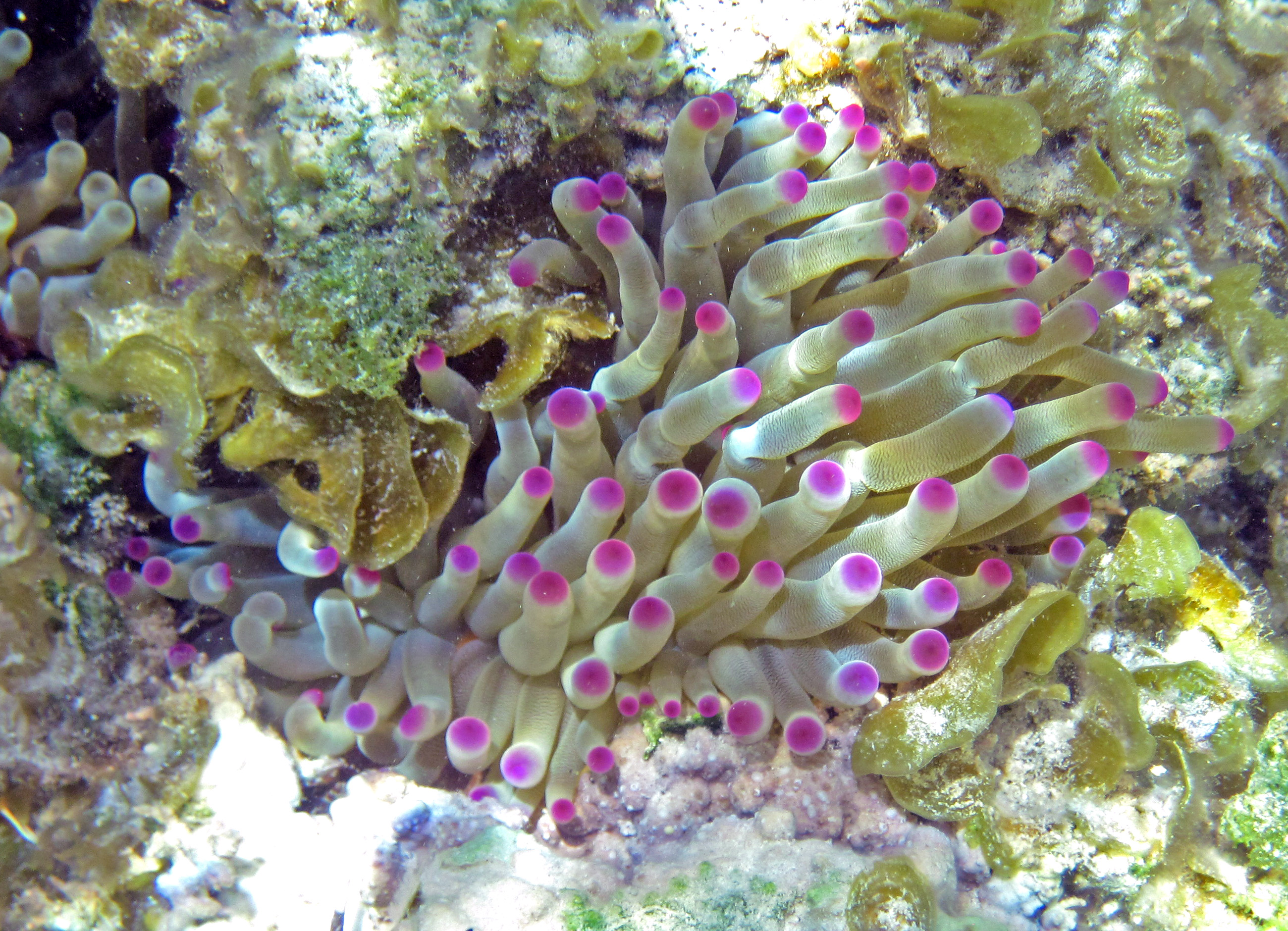
Condylactis gigantea
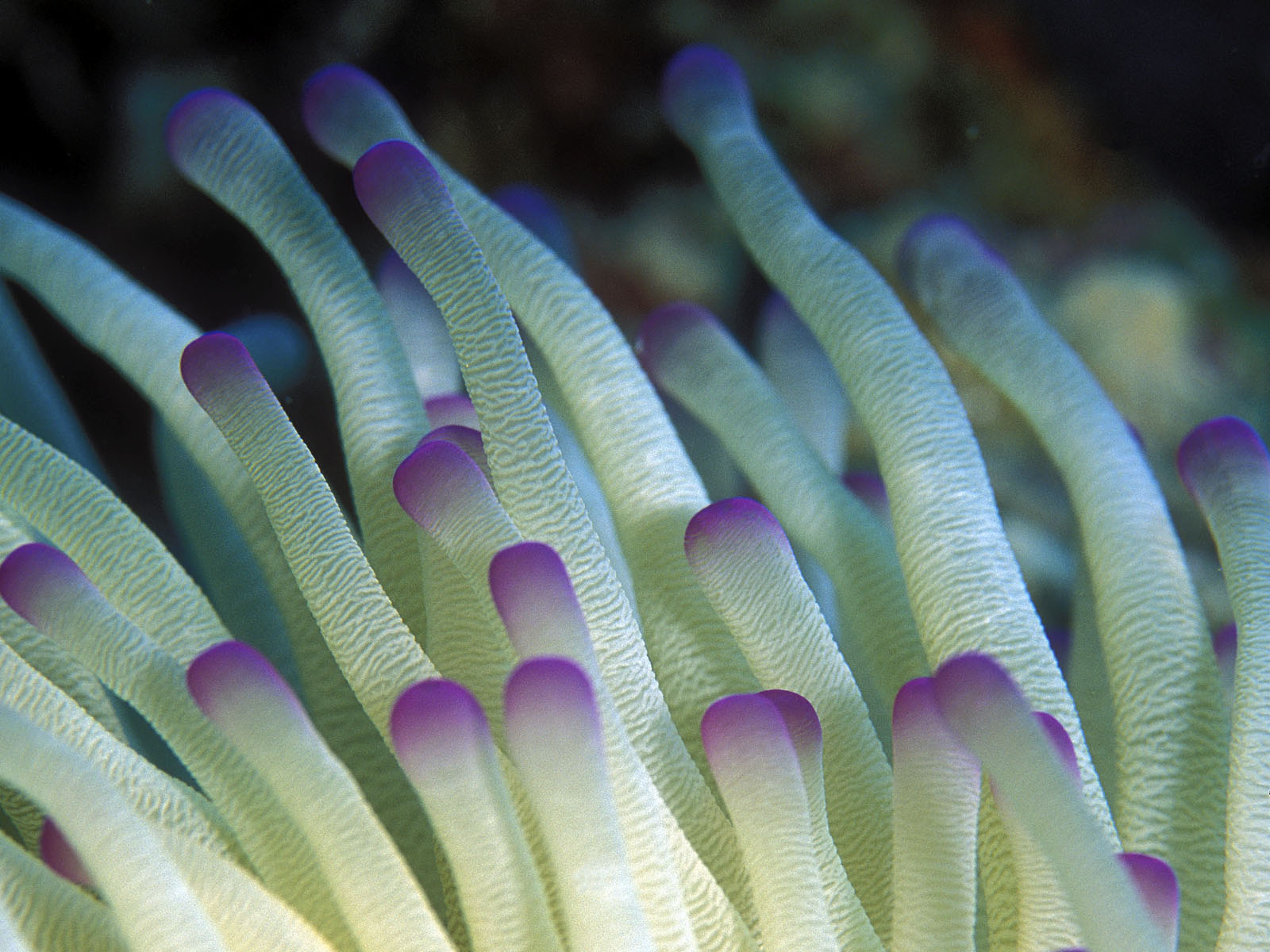
Condylactis gigantea (gros plan)